# دهستان قاقازان غربی
دهستان قاقازان غربی نام دهستانی در بخش مرکزی شهرستان تاکستان، استان قزوین در ایران است. براساس سرشماری مرکز آمار ایران در سال ۱۳٩٥، جمعیت آن ١٠،٨٧٩ نفر (٢،٦٩٠ خانوار) بوده‌است.